# Tesoro americano
Se denominó tesoro americano, a los diversos elementos de plata y oro, adornados con piedras preciosas que los conquistadores provenientes de España expoliaron de los pueblos que vivían en América durante la época de la Conquista a comienzos del periodo colonial, y el metal que extrajeron de las minas durante el siglo XVI.

## Viajes y conquista
Comenzando con los viajes de Cristóbal Colón a partir de 1492, y los viajes subsiguientes, los mismos perseguían un afán de beneficio económicos inmediato y concreto. Este beneficio comprendía acceder a las zonas de cultivo de las especias, y áreas de comercio de los objetos de lujo de Asia tales como seda muy apreciados en Europa. 
Sin embargo los primeros viajes al Caribe no se correspondieron con las expectativas de los conquistadores y expedicionarios. Pronto menciones a relatos sobre riquezas inconmensurables en América se comenzaron a difundir, más producto del ansia de los conquistadores. 
Los conquistadores utilizaban estos relatos y mitos para intentar conseguir la financiación para poder extender las exploraciones. Recién cuando se concretan la conquista de los imperios de los aztecas en México y de los incas en Perú, es que comienza a concretarse la promesa de los tesoros de América, lo cual incentiva a piratas y corsarios de las cortes europeas a atacar los navíos españoles que regresaban con tesoros a Europa.

## Impacto en la economía europea
Si bien inicialmente las riquezas provinieron de lo que les quitaban a los indígenas, en los años subsiguientes la explotación de minas de plata, oro y piedras preciosas resultó en el envíos de grandes riquezas a España y Portugal, que tuvieron un impacto muy apreciable en el precio de los bienes en Europa, en lo que el estudioso Earl J. Hamilton denominó la Revolución de los precios.